# The X Factor (Estados Unidos)
The X Factor fue un programa de televisión estadounidense que se desarrolla como una competencia de música que busca nuevos talentos de canto; el ganador de dicha competencia recibe un contrato de grabación por $5 millones con Epic Records. El show es producido por SYCOtv, una asociación entre el creador del show Simon Cowell y Sony Music. El programa se estrenó el 21 de septiembre de 2011 en Fox. Como parte de la franquicia británica The X Factor, el formato presenta numerosas diferencias con su rival American Idol. La competencia está abierta no solo a solistas, sino que también a grupos y bandas, además de que no hay un límite de edad. A cada jurado se le asigna una de cuatro categorías: varones de entre 12 y 29, mujeres de entre 12 y 29, solistas de más de 30, o grupos (algunos de los cuales se forman a partir de solistas que fueron rechazados como tales). A través de los shows en vivo, los jueces trabajan como mentores en su categorías, ayudando a los competidores en la elección de las canciones, coreografías y estilos de look, además de juzgar a los competidores de las demás categorías. Cada juez compite además, intentando asegurar el premio a su categorías, convirtiéndose ellos en ganadores también.
El cartel original de jueces estuvo compuesto por Simon Cowell, Paula Abdul, Cheryl Cole y L.A. Reid, aunque unas semanas anteriores al inicio del show, Cole abandonó su lugar en el panel y fue reemplazada por Nicole Scherzinger, quien originalmente iba a ser la copresentadora junto a Steve Jones. Como resultado, Jones presentó la primera temporada solo. En enero de 2012, se confirmó que Scherzinger y Abdul no regresarían para la segunda temporada. Britney Spears y Demi Lovato se unieron luego a Cowell y Reid en el panel para la segunda temporada. Jones también abandonó el show, no obstante, para la segunda temporada habrá dos presentadores: Khloé Kardashian y Mario Lopez. La temporada tres se estrenó el 11 de septiembre de 2013, sin embargo Reid y Britney no regresaron para esta temporada, y fueron reemplazados por Kelly Rowland y Paulina Rubio. Khloé Kardashian también abandonó el show.

## Historia
Aunque American Idol tuvo un éxito enorme convirtiéndose en el show número 1 en los Estados Unidos por ocho temporadas consecutivas, la versión británica original, Pop Idol no tuvo la misma suerte. Luego del masivo éxito de la primera temporada, la segunda sufrió grandes caídas en materias de audiencia. Muchos (incluyendo al jurado de Pop Idol Pete Waterman) consideraron a Michelle McManus, la ganadora de la segunda temporada, una ganadora injusta. En 2004, Pop Idol fue cancelado y ITV anunció el estreno de un nuevo talent show creado por el exjuez de Pop Idol Simon Cowell, y sin estar relacionado con el creador de Idol Simon Fuller: The X Factor. Las mediciones fueron bajas durante las primeras temporadas, pero para la sexta edición en 2009, las mediciones alcanzaban los 10 millones de espectadores por semana.
Luego, en abril de 2009, reportes anunciaron que Cowell planeaba lanzar una versión de The X Factor en los Estados Unidos luego de que su contrato con American Idol finalizara una vez concluida la novena temporada. Pero bajo poder de su contrato, a Cowell se le prohibió lanzar a The X Factor como un show rival de Idol. En septiembre, Fox, la cadena emisora de American Idol, firmó contrato para realizar la versión estadounidense de The X Factor.
El 11 de enero de 2010, News Corporation (a través de Fox News en EUA y de The Times en el Reino Unido) comunicó que Cowell abandonaría su lugar en American Idol luego de finalizar la novena temporada, para poder instalar The X Factor en septiembre de 2011, en los Estados Unidos. Cowell reveló a Television Critics Association que estaría abandonando American Idol para convertirse en jurado y productor ejecutivo de la versión estadounidense de The X Factor. Adicionalmente, Cowell firmó un contrato de largo plazo con Sony Music, quien brindó apoyo a los artistas de Syco Music en el Reino Unido, y que ahora brindaría apoyo en la nueva versión, además de estar envuelto en su producción.
En noviembre de 2010, Fox comenzó a emitir pequeños comerciales del programa, bajo la leyenda de "Llegando a América en la primavera de 2011". The New York Times describió a los comerciales como un intento de la cadena de promocionar a The X Factor como un evento televisivo. En febrero de 2011, durante el Super Bowl XLV, Fox dio a conocer el logo oficial del programa a través de un comercial que contaba con la participación de Cowell. Una segunda promoción fue emitida durante esa misma noche, incluyendo a Katy Perry, Justin Bieber, The Black Eyed Peas, Usher, Lady Gaga, las Pussycat Dolls y Madonna. Este comercial inició las especulaciones acerca de quiénes se unirían a Cowell en el panel de jueces de X Factor.
The X Factor debutó en Estados Unidos y en Canadá, el 21 de septiembre de 2011.

## Formato y premios
El programa se ocupa principalmente de la búsqueda e identificación de talentos para el canto, más allá de que la apariencia, personalidad, presencia escénica y rutinas de baile son también un elemento importante de muchas actuaciones. A cada jurado se le asigna una de cuatro categorías: varones de entre 12 y 29, mujeres de entre 12 y 29, solistas de más de 30, o grupos (algunos de los cuales se forman a partir de solistas que fueron rechazados como tales). A través de los shows en vivo, los jueces trabajan como mentores en su categorías, ayudando a los competidores en la elección de las canciones, coreografías y estilos de look, además de juzgar a los competidores de las demás categorías. Cada juez compite además, intentando asegurar el premio a su categorías, convirtiéndose ellos en ganadores también.
Al ganador de la competencia le aguarda la grabación de un disco con Syco Music en asociación con Sony Music Entertainment, que además incluye gastos pagos por un total de $5 millones. Un comunicado de prensa emitido el 7 de febrero de 2011 denominó al contrato de grabación del show "el mayor premio garantizado en la historia de la televisión" En contraste con la versión británica del show, los costos de la grabación y promoción del artista ganador, son pagados de forma separada con respecto a los $5 millones iniciales del contrato. Los $5 millones son pagados directamente al ganador en cinco etapas anuales, cada una de $1 millón. Cowell dijo en una conferencia con reporteros el 7 de febrero de 2012: "Yo creo que es un premio que puede cambiar una vida, y para ser claros, no son $5 millones disfrazados, son $5 millones garantizados y pagos al ganador. Los costos de la grabación, promoción y videos del artista ganador, están completamente separados del dinero del premio. Esos serán pagos en un período de cinco años, es decir, $1 millón por año."
Hay cinco etapas reconocibles en el proceso de The X Factor:
- Etapa 1: Audiciones frente a los productores (en estas audiciones los productores seleccionan a quienes cantarán frente a los jueces)
- Etapa 2: Audiciones frente a los jueces
- Etapa 3: Campamento
- Etapa 4: Casas de los jueces
- Etapa 5: Shows en vivo (finales)

### Audiciones
El show está abierto no solo a artistas solos, sino que además a grupos y las edades comienzan a partir de los 12 años, sin límites de edad. Aquellos aspirantes que llegan a las audiciones frente a los jueces, logran avanzar a la etapa siguiente, sólo en aquellos casos en que se obtenga la mayoría de autorizaciones del jurado. Aquellos que obtienen una autorización, pero mayoría de rechazos, no logran avanzar. Quienes tengan éxito, avanzan a la siguiente etapa, la del "campamento".

### Campamento y casas de los jueces
Los concursantes seleccionados en las audiciones, son evaluados a lo largo de una serie de presentaciones en el "campamento" y luego en las casas de los jueces, hasta que un eventual número pequeño avanza a la etapa de los shows en vivo. En el "campamento" los jueces en conjunto eligen 32 concursantes (ocho de cada categoría) para la etapa siguiente, y sólo luego serán informados por los productores, a qué categoría deberán representar.
En una siguiente etapa los jueces disponen de sus casas para reducir el número de aspirantes y seleccionar a los finalistas. Para esta etapa, cada juez presta su casa y se encuentra acompañado de alguna celebridad invitada del mundo de la música.

### Actuaciones en vivo

#### Top 16
Los 16 finalistas se presentan en vivo, con el fin de obtener un lugar en el Top 12. Durante la primera semana no hay voto del público, sino que cada juez decide a quién eliminar de su categoría. En la primera temporada, Cowell tuvo que eliminar a dos concursantes, ya que incluyó a Melanie Amaro como una quinta concursante en su categoría, al considerar que cometió un "gran error" por no elegirla en la etapa realizada en las casas de los jueces. Lógicamente, entonces, la primera temporada tuvo un Top 17 y no un Top 16.

#### Top 12
Las finales consisten en una serie de dos espectáculos en directo: el primero incluye la presentación de cada artirsta, y el segundo la revelación de los resultados del público, culminando con la eliminación de uno o dos concursantes. Las celebridades invitadas, también se presentan durante esta segunda noche.

## Sumario de temporadas
A la presenta fecha, una temporada fue emitida.
     Concursante en (o mentor en) la categoría "Chicos"

     Concursante en (o mentor en) la categoría "Chicas"

     Concursante en (o mentor en) la categoría "Adolescentes"

     Concursante en (o mentor en) la categoría "Jóvenes Adultos"

     Concursante en (o mentor en) la categoría "Mayores de 30" o "Mayores de 25"

     Concursante en (o mentor en) la categoría "Grupos"

| Temporada | Inicio                   | Fin                     | Ganador       | 2.º Puesto           | 3.er Puesto     | Juez ganador | Presentador (es)             | Ésponsor                     | Jueces                                                | Jueces Invitados                                                                  |
| --------- | ------------------------ | ----------------------- | ------------- | -------------------- | --------------- | ------------ | ---------------------------- | ---------------------------- | ----------------------------------------------------- | --------------------------------------------------------------------------------- |
| Uno       | 21 de septiembre de 2011 | 22 de diciembre de 2011 | Melanie Amaro | Josh Krajcik         | Chris Rene      | Simon Cowell | Steve Jones                  | Pepsi Sony Verizon Chevrolet | Simon Cowell Paula Abdul Nicole Scherzinger L.A. Reid | Cheryl Cole (audiciones en Los Ángeles & Chicago; fue planeada como juez oficial) |
| Dos       | 12 de septiembre de 2012 | 20 diciembre de 2012    | Tate Stevens  | Carly Rose Sonenclar | Fifth Harmony   | L.A. Reid    | Khloé Kardashian Mario Lopez | Pepsi Sony Verizon Best Buy  | Simon Cowell Britney Spears Demi Lovato L.A. Reid     | Louis Walsh (audición en Kansas City)                                             |
| Tres      | 11 de septiembre de 2013 | 19 diciembre de 2013    | Alex & Sierra | Jeff Gutt            | Carlito Olivero | Simon Cowell | Mario Lopez                  | Pepsi Sony Verizon           | Simon Cowell Demi Lovato Paulina Rubio Kelly Rowland  |                                                                                   |

## Jueces y presentadores
Al mismo tiempo en que se anuncia la llegada de la versión estadounidense de The X Factor, Cowell fue el único juez confirmado para el show. Mucha gente fue mencionada como posibles jurados del show, incluyendo a Nicole Scherzinger, George Michael, Nicki Minaj, Rihanna, Usher, Katy Perry, Jay Electronica, Elton John, Britney Spears, Miley Cyrus, Mariah Carey y Jessica Simpson, aunque Cowell negó que Perry, Cyrus y John hayan sido tenidos en cuenta. Eventualmente, el ganador de un Grammy, ejecutivo de grabación, songwriter, y productor L.A. Reid, la exjurado de la versión británica del show Cheryl Cole, y la excolega de Cowell en American Idol, Paula Abdul fueron confirmados como parte del panel de jueces. Cowell inicialmente indicó que The X Factor tendría dos presentadores. Muchas celebridades fueron mencionadas en rumores acerca de la presentación del show, incluyendo a la estrella de High School Musical, Corbin Bleu, la modelo Marisa Miller, y Dermot O'Leary, presentador de la versión británica. El 8 de mayo de 2011, Nicole Scherzinger y el presentador galés Steve Jones fueron anunciados como los presentadores del show.
El 26 de mayo de 2011, se reportó que Cole había sido despedida del show y que iba a ser reemplazada por Scherzinger. Varios reportes se realizaron en relación con los motivos de su despido, tales como los problemas para entender su acento, falta de química entre ella y Abdul, o que simplemente problemas personales. La salida de Cole fue confirmada oficialmente el 6 de junio en un comunicado de Fox, que además confirmaba a Scherzinger como el reemplazado, dejando a Jones como único presentador del show. El 5 de agosto de 2011, Cowell anunció que la razón de la salida de Cole fue porque tuvo ofertas de ciertos trabajos en el Reino Unido, y que ella aceptó ya que se sentiría más cómoda allí que en el show.
El 30 de enero de 2012, se confirmó que Jones, Scherzinger y Abdul no regresarían para la segunda temporada. Luego de su alejamiento, Scherzinger se preparó para reemplazar a Kelly Rowland en la novena temporada de la versión británica, cuyo estreno está previsto para agosto de 2012.
Antes de su muerte, Whitney Houston fue considerada un potencial reemplazo para la versión estadounidense del show. En enero de 2012 comenzaron los rumores acerca de que Britney Spears se estaría uniendo al panel de jueces del show, luego de que Cowell le ofreciera un contrato por $10 millones. Reportes revelaron luego que Spears no estaba de acuerdo con la cantidad de dinero ofrecido, ya que era el mismo momento que su antigua rival Christina Aguilera gana como jurado en The Voice, por lo que pidió $20 millones. Cowell y Spears finalmente acordaron en $15 millones. El 14, fue confirmado que Spears y Demi Lovato se unirían a Reid y Cowell para la segunda temporada. Con respecto al lugar que correspondía a Jones, la producción del show le propuso ocuparlo a la estrella de Glee, Darren Criss pero él no aceptó. Miley Cyrus, quien perdió posibilidades de tener un lugar en el jurado luego de la entrada de Demi Lovato, ha sido considerada para ocupar el rol de Jones como presentadora del show. El nuevo presentador aún no ha sido anunciado, aunque Cowell confirmó que este año habrá dos presentadores.

### Categorías y finalistas de cada jurado
Key:
     – Categoría/Juez ganador. Los ganadores están en negrita.
| Temporada | Simon Cowell                                                      | Paula Abdul                                                              | Nicole Scherzinger                                                 | L.A. Reid                                                     |
| --------- | ----------------------------------------------------------------- | ------------------------------------------------------------------------ | ------------------------------------------------------------------ | ------------------------------------------------------------- |
| 1         | Chicas Melanie Amaro Rachel Crow Drew Simone Battle Tiah Tolliver | Grupos Lakoda Rayne The Stereo Hogzz InTENsity The Brewer Boys           | Mayores de 30 Josh Krajcik LeRoy Bell Stacy Francis Dexter Haygood | Chicos Chris Rene Marcus Canty Astro Phillip Lomax            |
| 2         | Simon Cowell                                                      | Britney Spears                                                           | Demi Lovato                                                        | L.A. Reid                                                     |
| 2         | Grupos Fifth Harmony Emblem3 LYRIC 145 Sister C's                 | Adolescentes Carly Rose Sonenclar Diamond White Beatrice Miller Arin Ray | Jóvenes Adultos CeCe Frey Paige Thomas Jennel García Willie Jones  | Mayores de 25 Tate Stevens Vino Alan David Correy Jason Brock |
| 3         | Simon Cowell                                                      | Demi Lovato                                                              | Kelly Rowland                                                      | Paulina Rubio                                                 |
| 3         | Grupos Alex & Sierra Restless Road Sweet Suspense RoXxy Montana   | Chicas Rion Paige Ellona Santiago Khaya Cohen Dani Geimer                | Mayores de 25 Jeff Gutt Lillie McCloud Rachel Potter James Kenney  | Chicos Carlito Olivero Josh Levi Tim Olstad Carlos Guevara    |

### Jueces
En el momento de anunciar a la versión estadounidense de The X Factor, Simon Cowell era el único juez confirmado para el programa. Más tarde dijo que se estaba tomando muy en serio la elección de quién se uniría a él en el programa, diciendo: "No tiene sentido contratar jueces que no saben nada sobre el negocio de la música. Probablemente iré a buscar a alguien que haga lo que yo hice". hice para ganarme la vida. Fui un tipo de A&R durante 20 años". Finalmente, el ejecutivo discográfico, compositor y productor discográfico ganador del premio Grammy L. A. Reid, el exjuez de The X Factor, Cheryl Cole, y la exjueza de American Idol de Cowell, Paula Abdul.Se confirmó que se unirían a Cowell como juez. Cole fue despedido del programa después de dos series de audiciones y fue reemplazado por la copresentadora Nicole Scherzinger de las audiciones de Newark.
Después de la primera temporada, los productores del programa habían dicho que sufrirían algunos cambios que resultaron en lo que los medios de comunicación llamaron una "reorganización del Factor X". El 30 de enero de 2012 se anunció que ni Abdul ni Scherzinger regresarían como jueces para la segunda temporada. Al buscar reemplazos, Cowell buscó contratar a la princesa del pop Britney Spears como reemplazo de Scherzinger. Después de meses de negociaciones, Cowell y Spears llegaron a un acuerdo para la segunda temporada. Tras el empleo de Spears, Cowell estaba buscando una cantante para atraer a una audiencia más joven. El 14 de mayo se confirmó que la cantante Demi Lovato era una de los nuevos jueces. Ella y Cowell se convirtieron en pareja cuando terminó dicha temporada.
El 13 de diciembre de 2012, Reid anunció que no regresaría como juez para una tercera temporada, sino que optaría por centrarse en Epic Records. Spears anunció el 11 de enero de 2013 que no renovaría su contrato por una temporada más, optando por concentrarse en grabar su octavo álbum de estudio. En marzo de 2013, se anunció que Lovato se uniría nuevamente a Cowell en el panel para la tercera temporada. En abril de 2013, se informó que la exjueza de The X Factor UK, Kelly Rowland, es para reemplazar a Spears. En mayo, se confirmó oficialmente que Rowland y Paulina Rubio se unirían a Cowell y Lovato para la tercera temporada.
- Galería de jueces
- Simon Cowell (2011–2013)
- Cheryl Cole (2011)
- Paula Abdul (2011)
- L.A. Reid (2011–2012)
- Nicole Scherzinger (2011)
- Britney Spears (2012)
- Demi Lovato (2012-2013)
- Kelly Rowland (2013)
- Paulina Rubio (2013)

Cowell indicó inicialmente que The X Factor podría tener dos presentadores. Se pensó que numerosas personas serían los jueces de la serie, incluida el actor de la franquicia de High School Musical Corbin Bleu, con la modelo Marisa Miller, y Dermot O'Leary, juez de la versión británica. El 8 de mayo de 2011, Nicole Scherzinger y Steve Jones fueron anunciados como jueces del programa. Sin embargo, Scherzinger reemplazaría más tarde a Cheryl Cole como juez.
Después de la primera temporada, Jones siguió a los jueces Paula Abdul y Scherzinger hasta la puerta cuando todos fueron despedidos de sus deberes en el programa. La socialité Khloé Kardashian y el actor Mario Lopez fueron confirmados como los dos jueces contratados, reemplazando a Jones. Las fases de audiciones de la segunda temporada, campo de entrenamiento y casas de los jueces del programa se desarrollaron sin presentadores ya que aún no estaban confirmados. El 22 de abril de 2013, Fox anunció que Lopez regresaría como presentador único para la tercera temporada después de que a Kardashian no se le pidió que volviera como jueza.
- Galería de jueces
- Mario Lopez (2012–2013)
- Khloé Kardashian (2012)
- Steve Jones (2011)

### Categorías y finalistas de cada jurado
En cada temporada, a cada juez se le asigna una categoría para ser mentor y elige una pequeña cantidad de actos (cuatro o cinco, según la temporada) para avanzar a las finales en vivo. Esta tabla muestra, para cada temporada, en qué categoría se asignó a cada juez y qué actos realizó hasta el final en el programa.
     – Categoría/Juez ganador. Los ganadores están en negrita.
| Temporada | Paula Abdul                                                       | Simon Cowell                                                      | Nicole Scherzinger                                                       | L.A. Reid                                                         |
| --------- | ----------------------------------------------------------------- | ----------------------------------------------------------------- | ------------------------------------------------------------------------ | ----------------------------------------------------------------- |
| 1         | Grupos Lakoda Rayne The Stereo Hogzz InTENsity The Brewer Boys    | Chicas Melanie Amaro Rachel Crow Drew Simone Battle Tiah Tolliver | Mayores de 30 Josh Krajcik LeRoy Bell Stacy Francis Dexter Haygood       | Chicos Chris Rene Marcus Canty Astro Phillip Lomax                |
| 2         | Demi Lovato                                                       | Simon Cowell                                                      | Britney Spears                                                           | L.A. Reid                                                         |
| 2         | Jóvenes Adultos CeCe Frey Paige Thomas Jennel Garcia Willie Jones | Grupos Fifth Harmony Emblem3 LYRIC 145 Sister C                   | Adolescentes Carly Rose Sonenclar Diamond White Beatrice Miller Arin Ray | Mayores de 25 Tate Stevens Vino Alan Jason Brock David Correy     |
| 3         | Demi Lovato                                                       | Simon Cowell                                                      | Paulina Rubio                                                            | Kelly Rowland                                                     |
| 3         | Chicas Rion Paige Ellona Santiago Khaya Cohen Danie Geimer        | Grupos Alex & Sierra Restless Road Sweet Suspense RoXxy Montana   | Chicos Carlito Olivero Josh Levi Tim Olstad Carlos Guevara               | Mayores de 25 Jeff Gutt Lillie McCloud Rachel Potter James Kenney |

## Índices de audiencia televisiva
La audiencia de la temporada (basados en un promedio total de televidentes por episodio) de The X Factor por Fox. Es uno de los programas televisivos con los más altos índices de audiencia en la historia de la televisión.
Cada temporada de red televisiva de Estados Unidos empieza a finales de septiembre y termina a finales de mayo, lo que coincide con la finalización de la Cuota de pantalla de mayo.
| Temporada | Estreno                   | Estreno                    | Final                                             | Final                      | Temporada televisiva | Horario                                 | Posición |
| Temporada | Fecha                     | Espectadores (en millones) | Fecha                                             | Espectadores (en millones) | Temporada televisiva | Horario                                 | Posición |
| --------- | ------------------------- | -------------------------- | ------------------------------------------------- | -------------------------- | -------------------- | --------------------------------------- | -------- |
| 1.ª       | 21 de septiembre del 2011 | 12,49                      | Últimas presentaciones: 21 de diciembre del 2011  | 12,67                      | 2011                 | Miércoles 8:00 pm (día de presentación) | nº19     |
| 1.ª       | 21 de septiembre del 2011 | 12,49                      | Gran Final de Temporada: 22 de diciembre del 2011 | 12,57                      | 2011                 | Jueves 8:00 p.m. (día de resultados)    | nº20     |
| 2.ª       | 12 de septiembre del 2012 | 8,79                       | Últimas presentaciones: 19 de diciembre del 2012  | 8,35                       | 2012                 | Miércoles 8:00 pm (día de presentación) | nº39     |
| 2.ª       | 12 de septiembre del 2012 | 8,79                       | Gran Final de Temporada: 20 de diciembre del 2012 | 9,65                       | 2012                 | Jueves 8:00 p.m. (día de resultados)    | nº40     |
| 3.ª       | 11 de septiembre del 2013 | 6,71                       | Últimas presentaciones:                           |                            | 2013                 | Miércoles 8:00 pm (día de presentación) |          |
| 3.ª       | 11 de septiembre del 2013 | 6,71                       | Gran Final de Temporada:                          |                            | 2013                 | Jueves 8:00 p.m. (día de resultados)    |          |

## Emisión internacional
Luego del anuncio del comienzo de la versión estadounidense, varias cadenas de televisión internacional, mostraron interés en adquirir los derechos para emitir en sus respectivos países, esta versión del show.
- En Canadá, se emite simultáneamente con Fox en CTV o CTV Two

- En Nueva Zelanda, el show se emite 6 horas y 30 minutos luego de que fue emitido en los Estados Unidos, por TV3f.[66]

- En el Reino Unido e Irlanda, como parte del contrato de Cowell, se acordó que ITV2, el canal hermano de la cadena ITV (que emite la versión original y británica de The X Factor), adquirieran los derechos para emitir la versión estadounidense del show. Se emite en el Reino Unido 18 horas luego de su emisión en EUA.

- En Brasil, debutó el 11 de octubre de 2011 por Canal Sony.

- En Trinidad y Tobago, se emite por CNC3.

- En Medio Oriente, debutó el 24 de septiembre de 2011 por OSN First.

- En Japón, debutó el 1 de octubre de 2011 en FOX bs238.

- En Indonesia,un grupo de cadenas de TV locales, lo emiten la misma semana que se emitió en EUA; en Yakarta se emite por B Channel los jueves y viernes, y se repite los sábados y domingos

- En Eslovaquia, debutó el 23 de septiembre de 2011 por JOJ Plus.

- En Chipre, debutó el 30 de septiembre de 2011 por RIK 1.

- En Dinamarca, debutó el 1 de octubre de 2011 por DR HD.

- En América Latina, debutó el 12 de octubre de 2011 por Sony Channel.

- En Grecia, debutó el 1 de octubre de 2011 por ANT1.[67]

- En Malasia, debutó el 30 de septiembre de 2011 por 8TV (Malaysia).

- En India, debutó el 22 de septiembre de 2011 y es emitido por AXN India.

- En Singapur, es emitido por satélite al mismo tiempo que en EUA por MediaCorp Channel 5.[68]

- En Filipinas, se emite por Studio 23 y debutó el 22 de septiembre de 2011.[69] and the final performance and results night airs on ABS-CBN.

- En Israel, debutó el 23 de septiembre de 2011 por Hot 3.

- En Estonia debutó el 9 de octubre de por TV3.[70]

- En Finlandia, debutó el 4 de octubre de 2011 por Sub.

- En Polonia, debutó el 11 de octubre de 2011 por Fox Life.[71]

- En Irlanda debutó el 30 de septiembre de 2011 por TV3.

- En Sudáfrica es emitido por Mnet.

- En Hungría, debutó el 1 de octubre de 2011 por Cool TV.[72]

- En Rusia, debutó el 2 de enero de 2012 por MTV.

## Patrocinadores
El 7 de enero de 2011, Fox, SYCOtv y FremantleMedia North America anunciaron que Pepsi sería el patrocinador oficial de The X Factor. El patrocinio incluye una plataforma múltiple de promoción dentro y fuera del aire del programa. El 9 de junio, Chevrolet fue anunciado como el segundo patrocinador del show. El patrocinio de Chevrolet incluye también una plataforma múltiple de promoción dentro y fuera del aire del programa. Sony fue anunciado como el tercer patrocinador oficial el 26 de julio, y su patrocinio incluye lo mismo que los demás. Verizon también es un patrocinador de The X Factor Estados Unidos.